# 伍必端
伍必端（1926年—），男，回族，江苏南京人，中国版画家，中央美术学院教授，曾任中国美术家协会理事。